# Улица Аугуста Вейценберга
У́лица А́угуста Ве́йценберга (эст. August Weizenbergi tänav) — улица в Таллине, столице Эстонии. 

## География
Пролегает в микрорайоне Кадриорг городского района Кесклинн. Начинается от перекрёстка Нарвского шоссе с улицей Рауа, идёт на восток. Пересекается с улицами Торми, Лахе, Яана Поска, Мяэкалда, заканчивается на перекрёстке с улицей Валге.
Протяжённость — 1326 м.

## История
В конце XIX — начале XX века улица носила название Салонная улица (эст. Salongi tänav, Salooni tänav, нем. Salonstraße). 17 января 1923 года она получила название в честь эстонского скульптора Аугуста Веценберга — улица Вейценберга (эст. Weizenbergi tänav), которое в том же году поменяли на название улица Аугуста Вейценберга. Во время немецкой оккупации в 1940-х годах улица называлась Вейценбергштрассе (нем. Weizenbergstraße).

## Застройка
Застройка улицы в основном историческая. 11 зданий внесены в Государственный регистр памятников культуры Эстонии как памятники архитектуры, это:

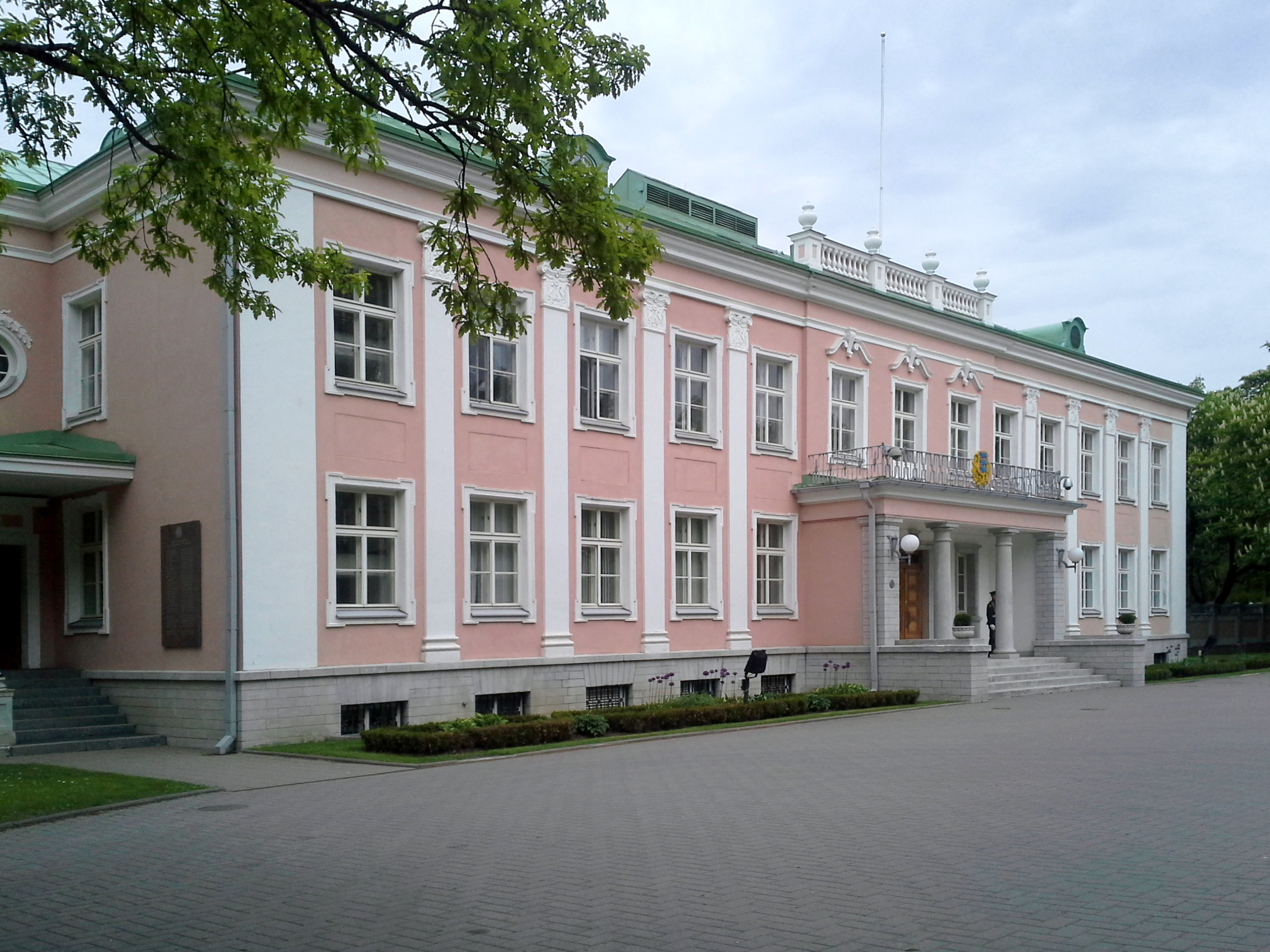
Дом 39. Канцелярия Президента

- A. Weizenbergi tn 7 — двухэтажный дом с мансардой и высоким брусчатым цоколем. Построен в 1929 году в стиле пред-функционализма по проекту архитектора Александра Владовского. В доме жили эстонский литературовед Ендель Сыгель, вдова А. Х. Таммсааре Кяте Хансен (Käthe Hansen, 1896–1979) и один из сыновей Виктора Кингисеппа[5];
- A. Weizenbergi tn 8 — представительный трёхэтажный квартирный дом с чертами стиля ар-деко, образец творчества архитектора Николая Тамма-младшего, построен в 1932 году[6];
- A. Weizenbergi tn 10 — двухэтажный доходный дом в стиле историзма с элементами югенд-стиля, образец творчества инженера и архитектора Антона Уэссона[эст.] (1879—1942). Построен в 1911 году. В 1921 году была изменена форма крыши главного корпуса. В советское время был проведён капитальный ремонт здания как внутри, так и снаружи[7];
- A. Weizenbergi tn 12 — двухэтажный деревянный дом с каменным цоколем, выразительный образец деревянной виллы с богатым декором, построен в 1912 году[8];
- A. Weizenbergi tn 14 — двухэтажный доходный дом в стиле историзма с чертами югенд-стиля, построен в 1913 году. Один из важнейших образцов творчества Антона Уэссона и один из самых представительных доходных домов своего времени[9];
- A. Weizenbergi tn 22 — гостевой дом в стиле барокко, входящий в ансамбль Кадриоргского дворца. В настоящее время в нём работает кафе-ресторан «Katharinenthal»[10];
- A. Weizenbergi tn 28 — кухня Кадриоргского дворца[11];
- A. Weizenbergi tn 30 — ледяной погреб Кадриоргского дворца[12];
- A. Weizenbergi tn 33 — потешный дом Кадриоргского дворца[13];
- A. Weizenbergi tn 37 — Кадриоргский дворец, памятник архитектуры и истории[14];
- A. Weizenbergi tn 39 — административное здание, канцелярия Президента Эстонской Республики. Памятник архитектуры и истории[15].

Улица Аугуста Вейценберга, памятники культуры
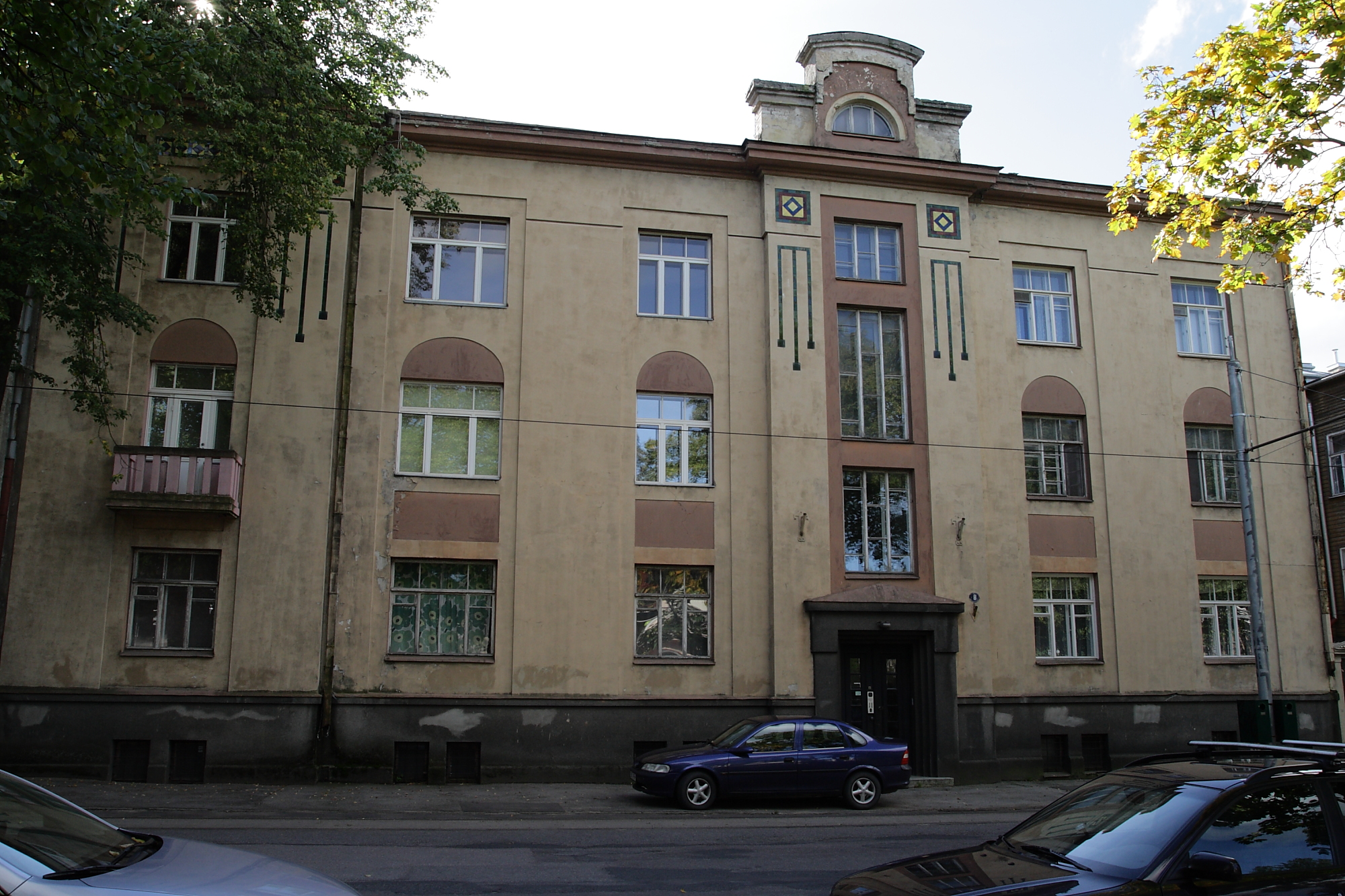
Дом 8
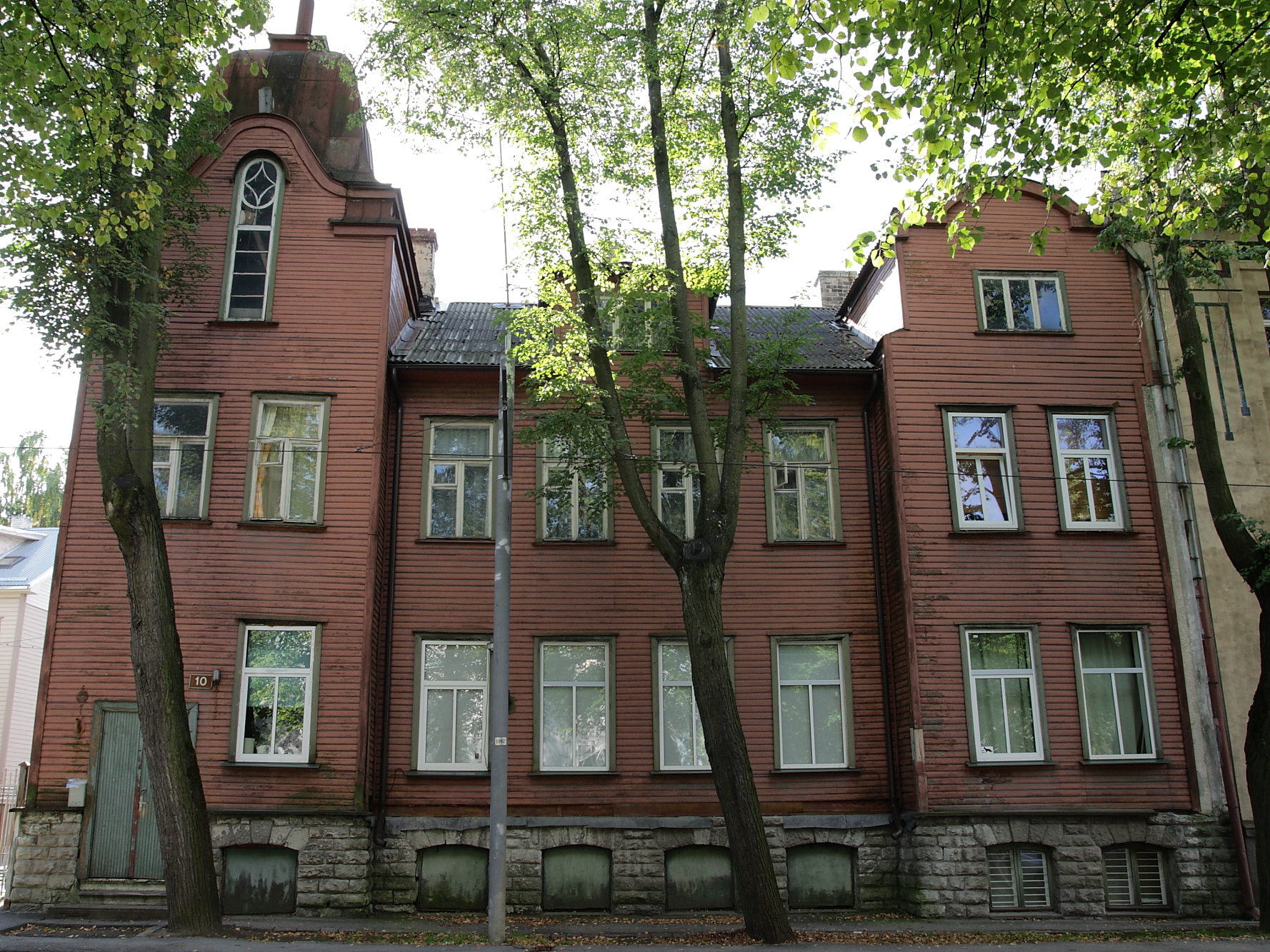
Дом 10
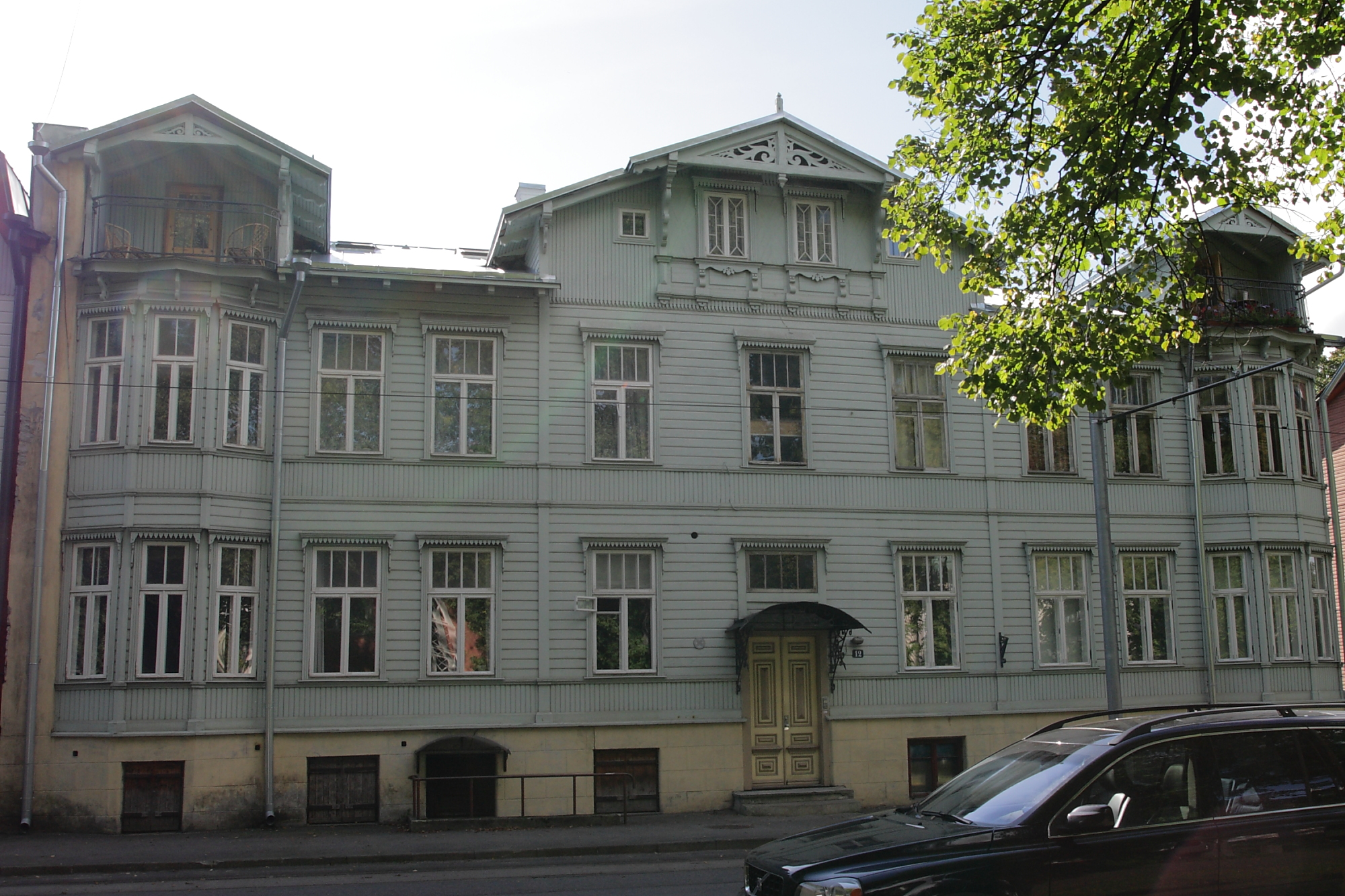
Дом 12
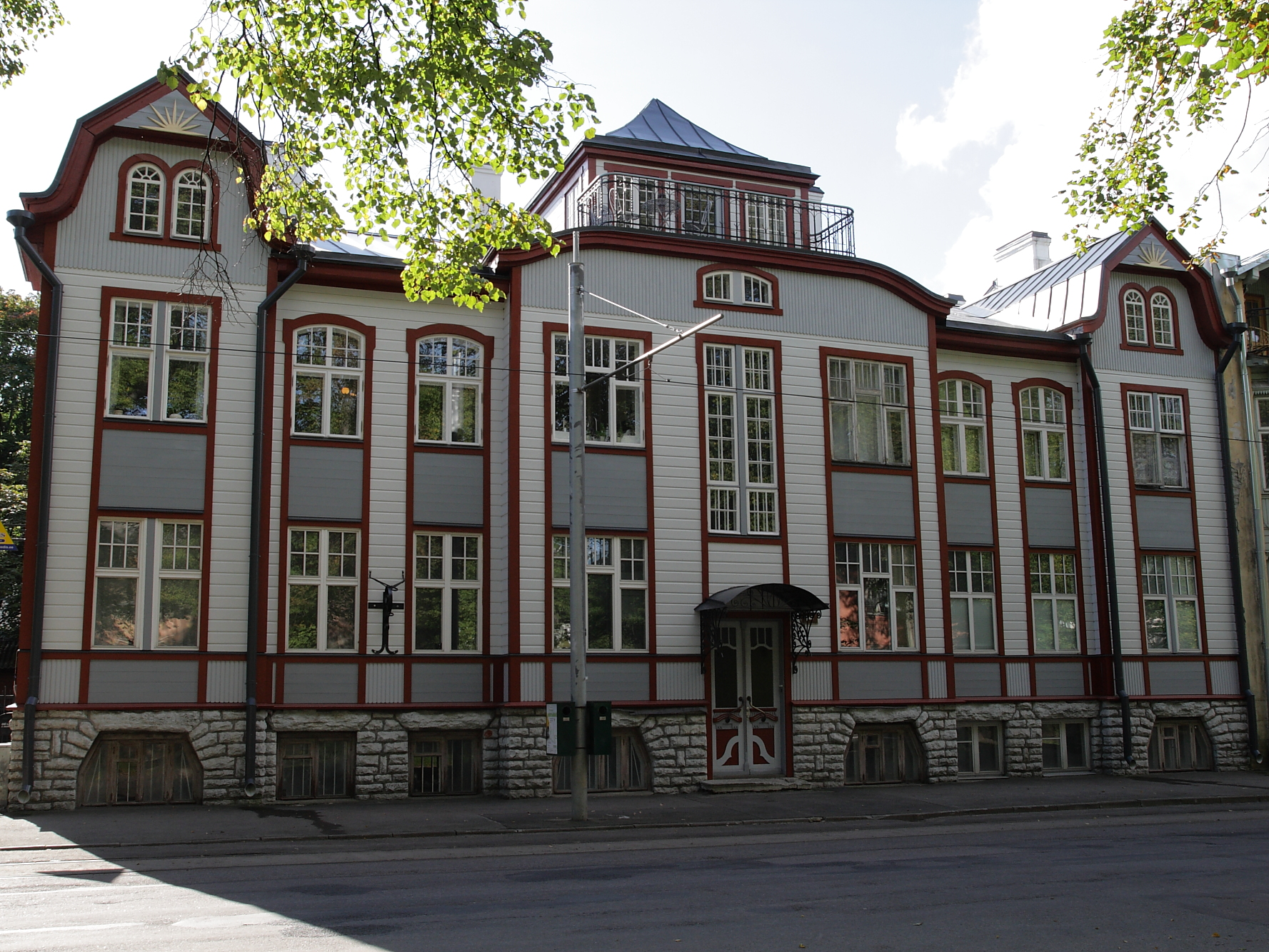
Дом 14
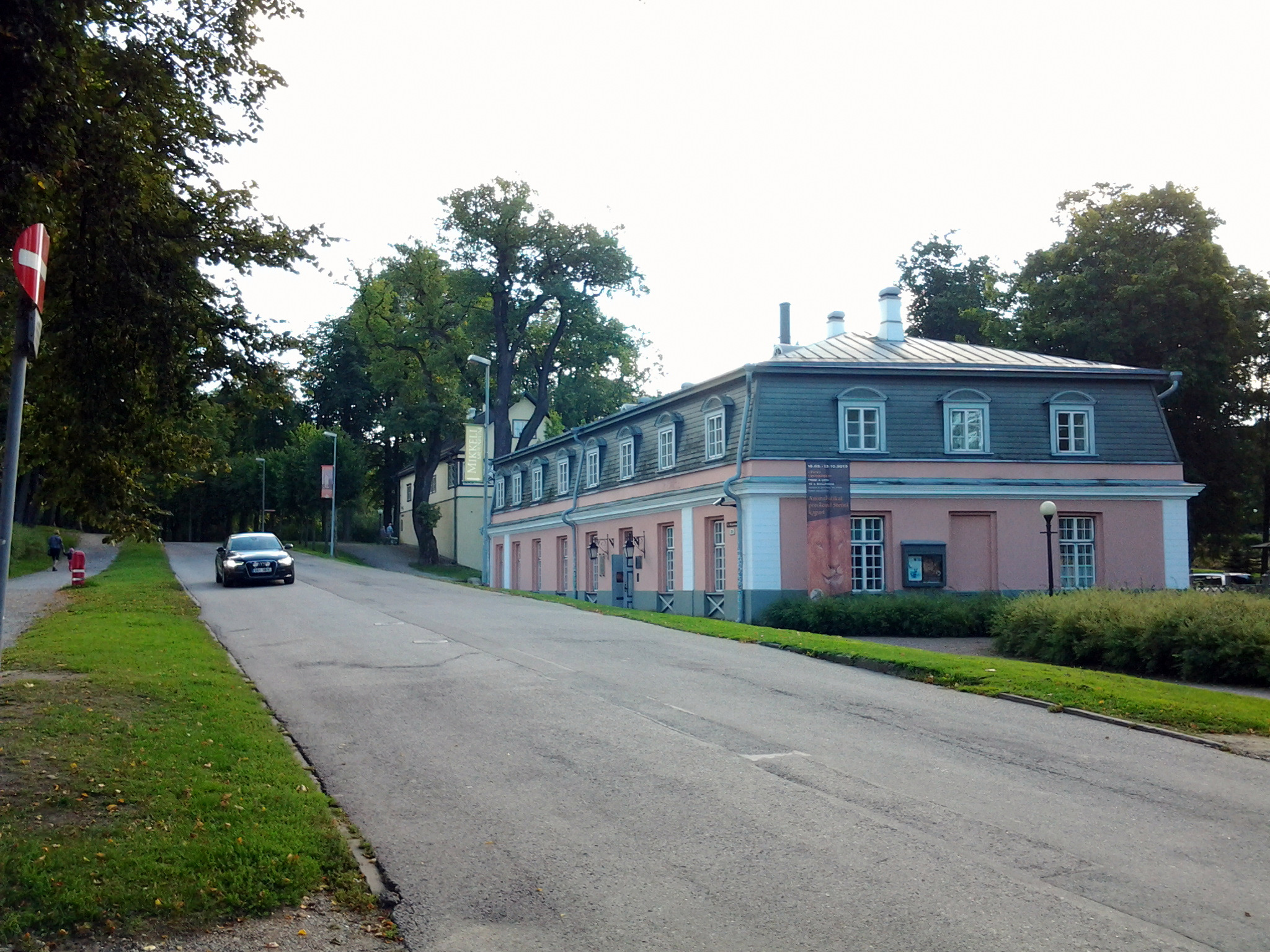
Дом 28

Двухэтажный дом по адресу A. Weizenbergi tn 20 был построен в 1923 году, в настоящее время это офисное здание. На начальном отрезке улицы  расположены двух- и трёхэтажные жилые дома 1940 года постройки, в частности:
- A. Weizenbergi tn 9 — 3-этажный кирпичный квартирный дом;
- A. Weizenbergi tn 15 — 3-этажный деревянный квартирный дом;
- A. Weizenbergi tn 21 — 2-этажный деревянный квартирный дом.

В 1998 году был построен новый охотничий домик Кадриоргского ансамбля (A. Weizenbergi tn 26/1). Расположенный рядом с ним жилой дом караула Кадриоргского дворца (A. Weizenbergi tn 26/2), построенный в 1870 году, планируется перестроить в офисное здание.
Застройка XXI века:
- A. Weizenbergi tn 18 — 3-этажное здание, в котором работает ресторан «Weizenbergi», построено в 2002 году;
- A. Weizenbergi tn 27 — 4-этажное офисно-жилое здание, построено в 2005 году;
- A. Weizenbergi tn 29 — 4-этажный жилой дом на 10 квартир, построен в 2001 году.

Улица Аугуста Вейценберга
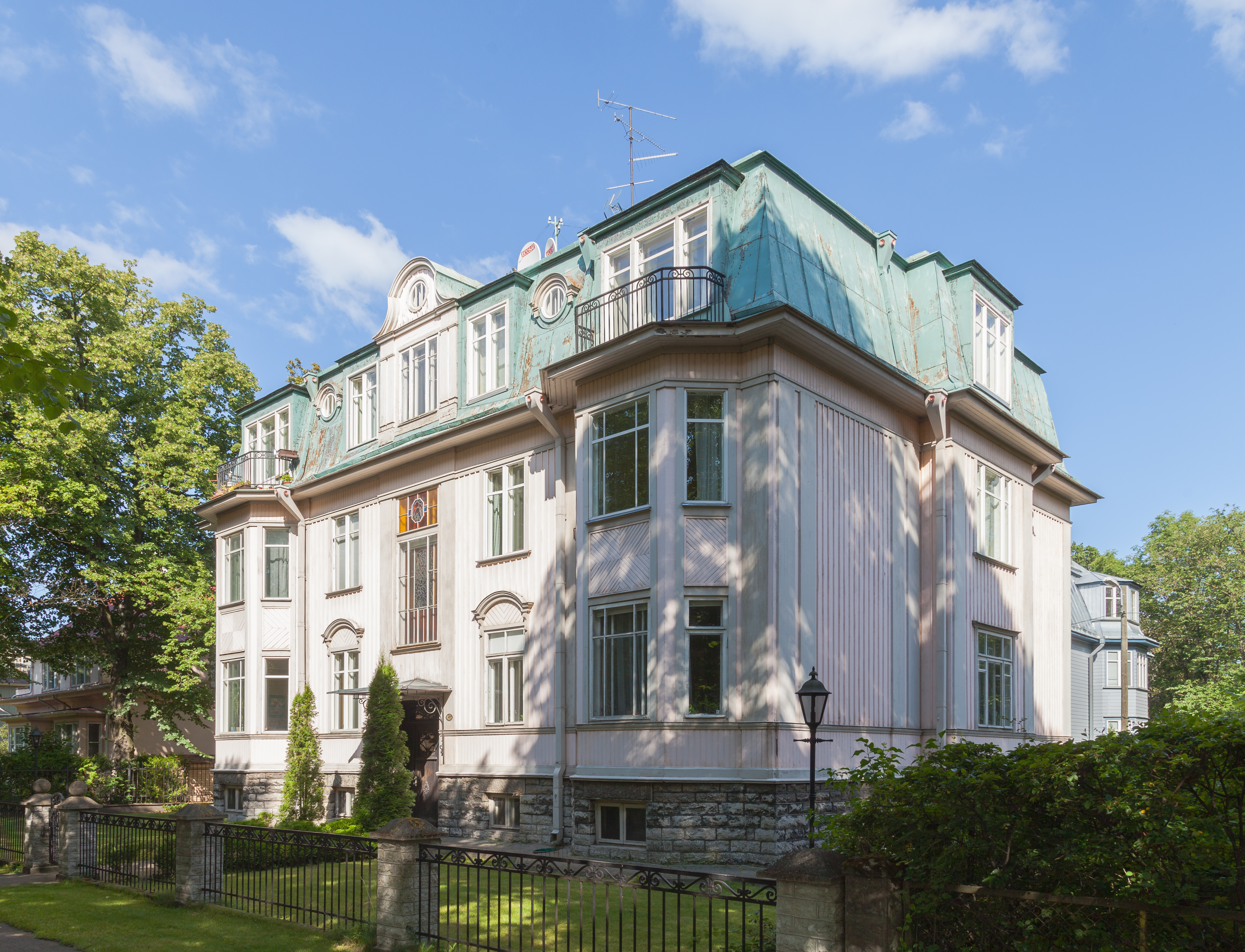
Дом 19
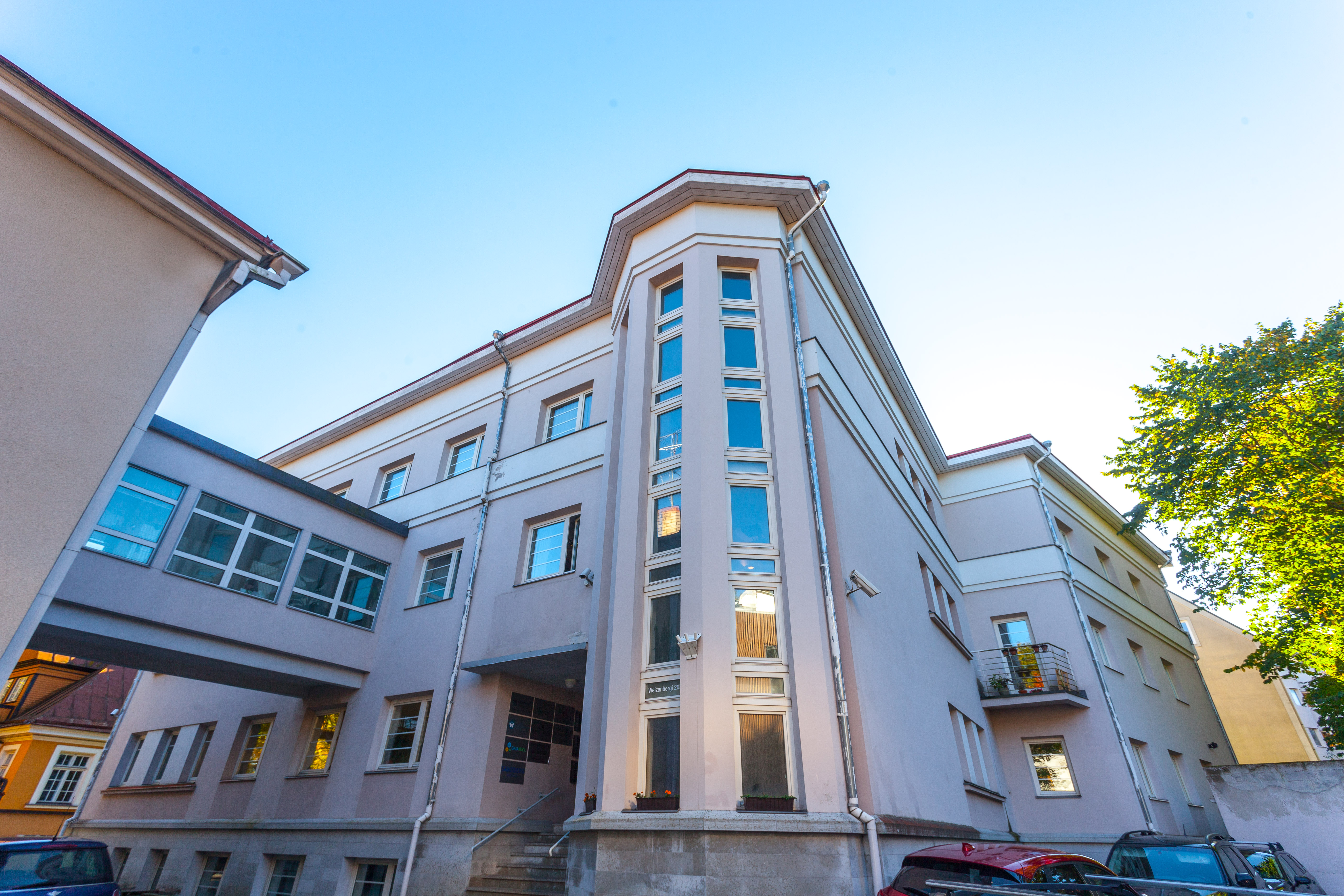
Дом 20/1. Здание частной школы Гайа (Gaia Kool)
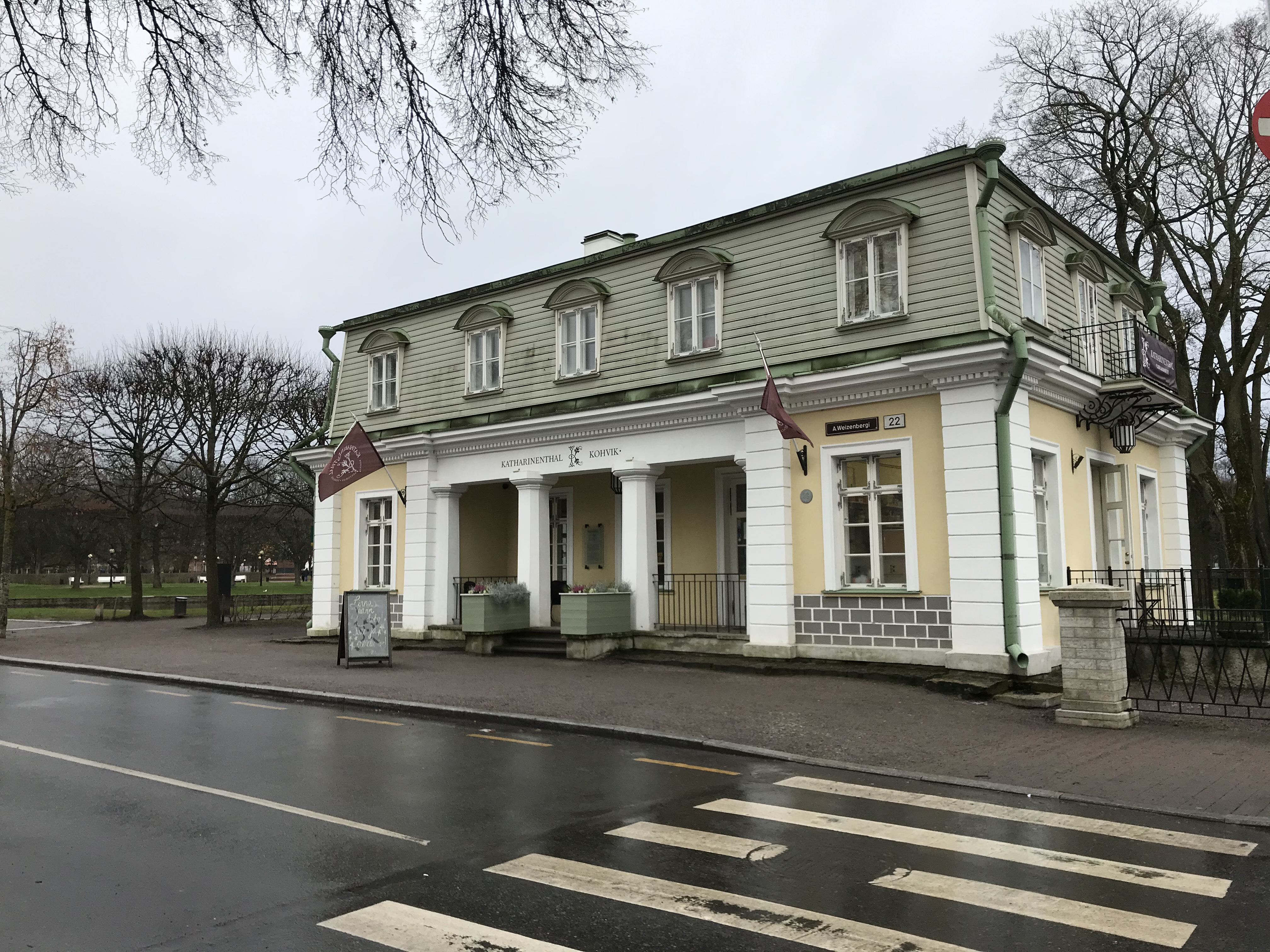
Дом 22
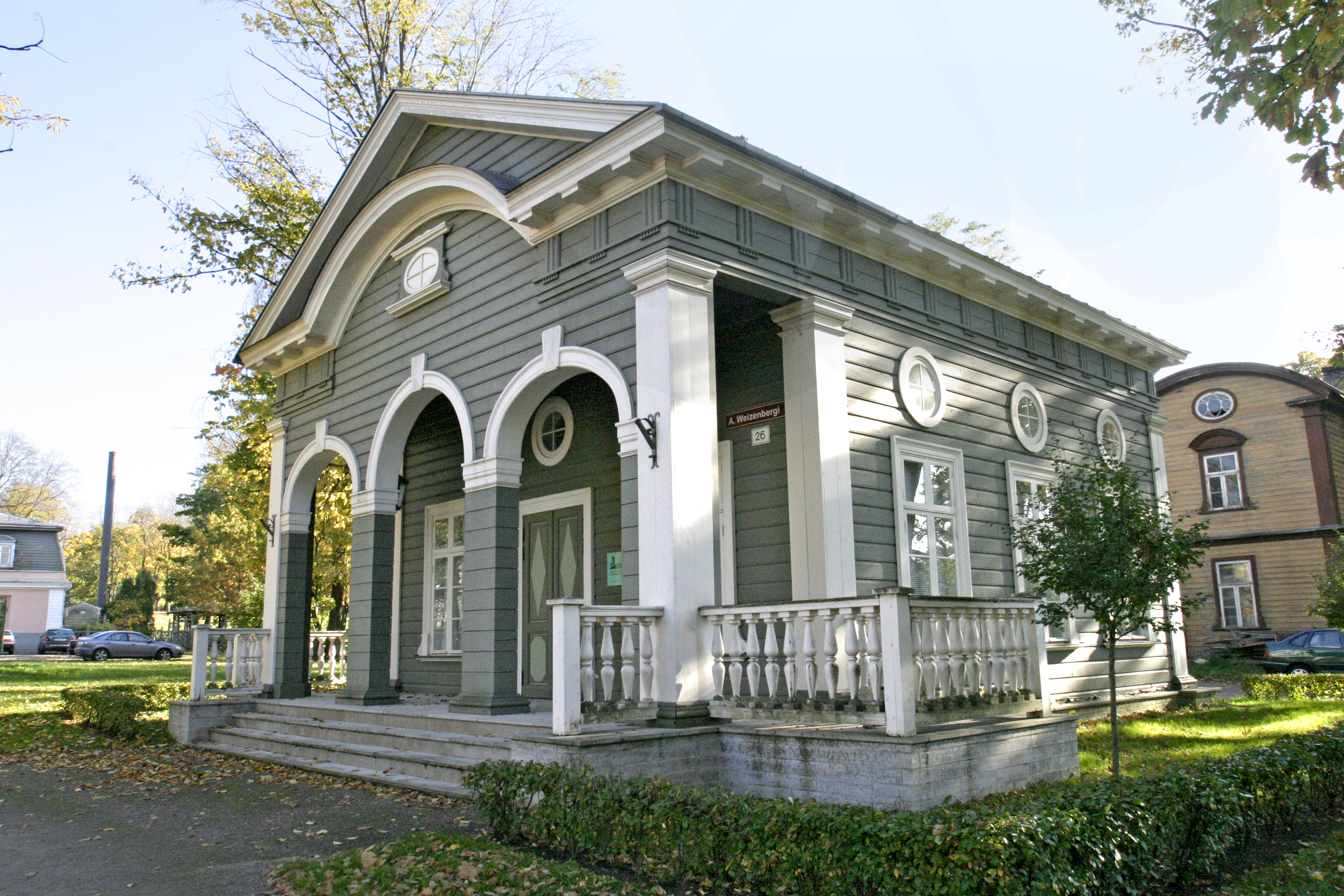
Дом 26, охотничий домик

## Общественный транспорт
По улице курсируют трамваи маршрутов № 1 и 3.